# Dalton (Wisconsin)
Dalton es un lugar designado por el censo ubicado en el condado de Green Lake en el estado estadounidense de Wisconsin. En el Censo de 2010 tenía una población de 206 habitantes y una densidad poblacional de 174,42 personas por km².

## Geografía
Dalton se encuentra ubicado en las coordenadas 43°39′23″N 89°12′28″O / 43.65639, -89.20778. Según la Oficina del Censo de los Estados Unidos, Dalton tiene una superficie total de 1.18 km², de la cual 1.16 km² corresponden a tierra firme y (1.54%) 0.02 km² es agua.

## Demografía
Según el censo de 2010, había 206 personas residiendo en Dalton. La densidad de población era de 174,42 hab./km². De los 206 habitantes, Dalton estaba compuesto por el 98.54% blancos, el 0% eran afroamericanos, el 0% eran amerindios, el 0% eran asiáticos, el 0% eran isleños del Pacífico, el 0% eran de otras razas y el 1.46% pertenecían a dos o más razas. Del total de la población el 1.94% eran hispanos o latinos de cualquier raza.